# 李范村社区
35°54′43″N 116°28′12″E / 35.912°N 116.47°E

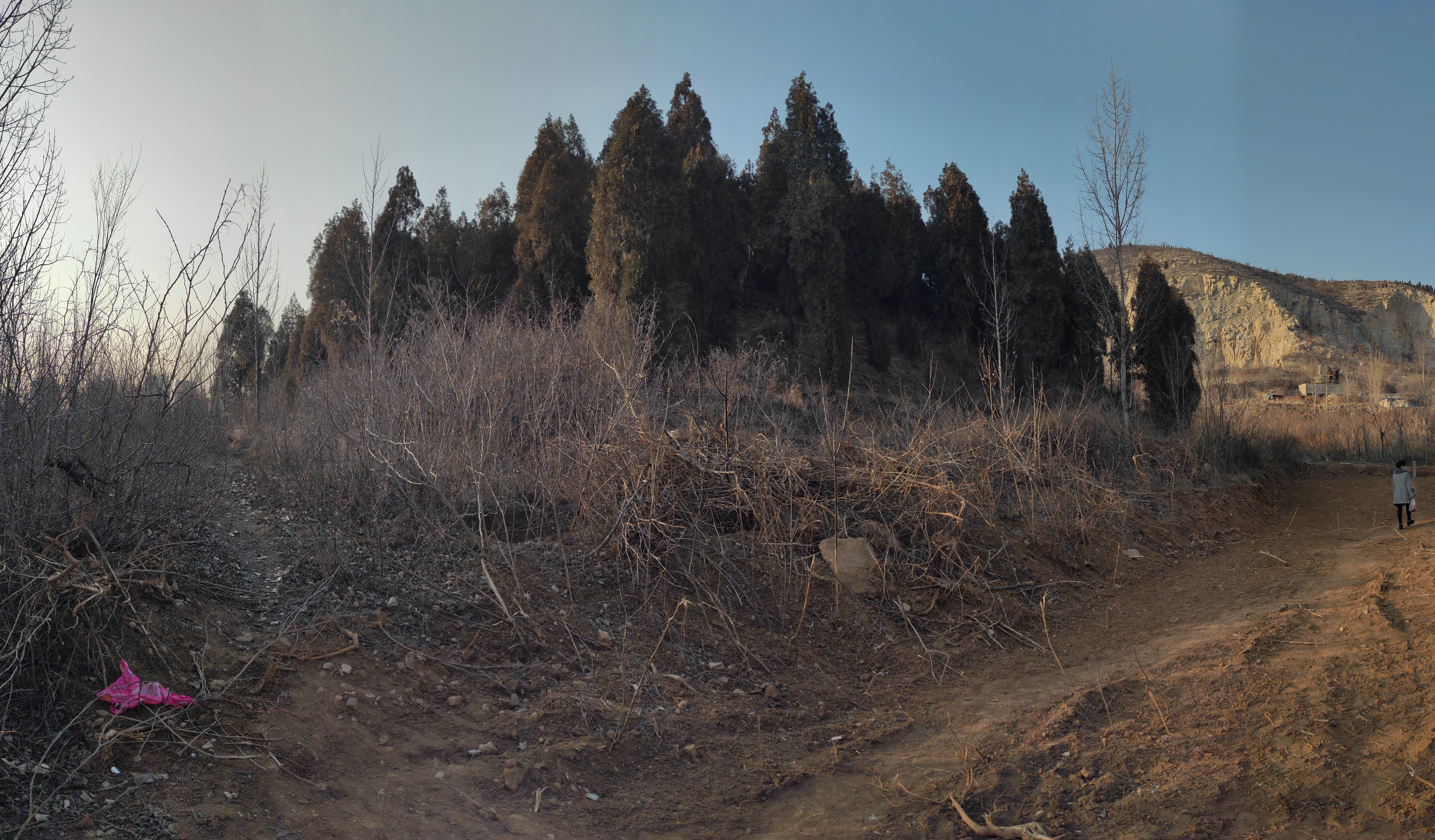
李范村汉墓群1号墓

李范村社区是山东省东平县东平街道下辖的一个居民社区，位于东平县城东南部。该社区北邻刘范村社区，东接无盐村，西为尹范村社区，南为大清河。2003年时，李范村共有家庭505户，人口2006人。
明朝永乐年间，李姓在此处建村。该村所在的大清河北岸地势低洼，河水泛滥，附近的村庄多称泛村，该村因此命名李泛村，后来演变为李范村。
李范村村东有县级文物保护单位李范村汉墓群。